# Boeing CH-46 Sea Knight
Le Boeing CH-46 Sea Knight est un hélicoptère moyen de transport à rotor en tandem. 
Il est utilisé par les Marines américains pour le transport de troupes, de matériels et de ravitaillement par tous les temps, de jour comme de nuit.
Il est aussi capable de remplir d'autres missions comme le soutien sur le champ de bataille, le sauvetage (SAR), le sauvetage armé (CSAR), l'évacuation sanitaire et le soutien des postes de ravitaillement avancés.
Sa version civile est baptisée BV-107 (Boeing Vertol).

## Développement
En 1957, la société Vertol commence à travailler sur un nouvel hélicoptère à rotor en tandem : le V-107. Le fondateur de cette société, Frank Piasecki est alors connu pour avoir développé la fameuse « Banane volante » : le H-21, un hélicoptère à rotor en tandem propulsé par un moteur à piston.
Le 22 avril 1958, le prototype fait son premier vol. 
L'US Army est aussitôt intéressée et commande 3 hélicoptères en juin de la même année sous le nom YHC-1A. Mais après des tests poussés, elle juge finalement la capacité d'emport du YHC-1A trop limitée et demande une machine plus puissante. 
Vertol développe alors le YHC-1B qui deviendra le CH-47. 
En 1960, Le Marine Corps lance un appel d'offres pour renouveler sa flotte d'hélicoptères de transport à moteur à piston. L'année suivante, Vertol racheté entretemps par Boeing est retenu pour construire un prototype dérivé du V-107.
En novembre 1964, le V-107 entre en service dans les Marines sous la désignation de CH-46A. L'US Navy adopte au même moment la variante UH-46A pour le ravitaillement de ses navires. Le CH-46A est propulsé par deux turbines T58-GE8-8B. Il peut transporter 17 passagers ou 1,8 tonne de fret. 
En 1966, la version améliorée CH-46D entre en production. Ses nouvelles turbines T58-GE-10 plus puissantes permettent de transporter 25 passagers ou 3 tonnes de fret. L'US Navy reçoit en même temps un petit nombre de UH-46D.
Entre 1968 et 1971, les Marines reçoivent des CH-46F. C'est la dernière version construite. La plupart des Sea Knight ont été depuis mis au standard CH-46E.

## Conception
Le CH-46 est un hélicoptère à deux rotors en tandem. Il est propulsé par deux turbines GE T58 montées sous le rotor arrière. Un axe de transmission permet d'entrainer aussi le rotor avant. Ces rotors tournent en sens inverse pour annuler l'effet de couple. Les turbines sont couplées afin que le CH-46 puisse continuer à voler sur un seul moteur. Chaque rotor porte trois pales repliables.
Le CH-46 est équipé d'une grande porte latérale et d'une rampe de chargement arrière pour une vaste cabine passager de 7,37 m de long, 1,83 m de large et 1,83 m de haut. Il peut aussi soulever des charges grâce à son élingue ventrale. Son équipage est de quatre personnes. Il peut être armé de deux mitrailleuses de 12,7 mm montées en sabord. Une mitrailleuse MAG-58 est parfois montée sur la rampe de chargement.
Le CH-46 dispose d'un train d'atterrissage tricycle fixe avec deux roues sur chaque train. L'hélicoptère est naturellement incliné vers l'arrière afin de faciliter les opérations de chargement et déchargement.

## Utilisation opérationnelle
Le CH-46E - que les Marines appellent « frog » (la grenouille) à cause de sa position inclinée qui rappelle la posture d'une grenouille - été utilisé par les Marines bien après leur retrait des autres utilisateurs.
Sa longévité exceptionnelle lui a d'ailleurs valu le surnom de « frog forever » (La grenouille pour toujours).
Le CH-46 a été utilisé par l'USMC dans toutes les campagnes militaires depuis sa mise en service. 
Plus d'un tiers de tous les Sea Knights ont été perdus durant la guerre du Vietnam, dont 109 abattus par des tirs hostiles.
Ce sont des CH-46 et des CH-53 qui ont participé au sauvetage du soldat Jessica Lynch le 1er avril 2003 en Irak. 
Bien que l'US Navy ait remplacé ses CH-46 en 2004 par des MH-60S Knighthawk, le Marine Corps a conservé les siens en attendant le MV-22. En mars 2006, l'escadrille HMM-263 a été renommée VMM-263 pour être la première unité à utiliser le MV-22. En 2008, entre 300 et 350 CH-46 étaient en ligne. Le remplacement des autres escadrilles s'est étalé jusqu'en 2014/2015.
75 exemplaires de H-46 retirés du service, au 14 janvier 2014, sont en dépôt au 309th Aerospace Maintenance and Regeneration Group (AMARG).
Ils prennent leur retraite le 1er août 2015.
Le département d'État des États-Unis a pris en compte à partir de 2012 une flotte de 23 de ces hélicoptères. Sept sont abandonnés sur l'aéroport international de Kaboul après avoir été rendus inutilisables à la suite de la chute de Kaboul en août 2021

## Versions

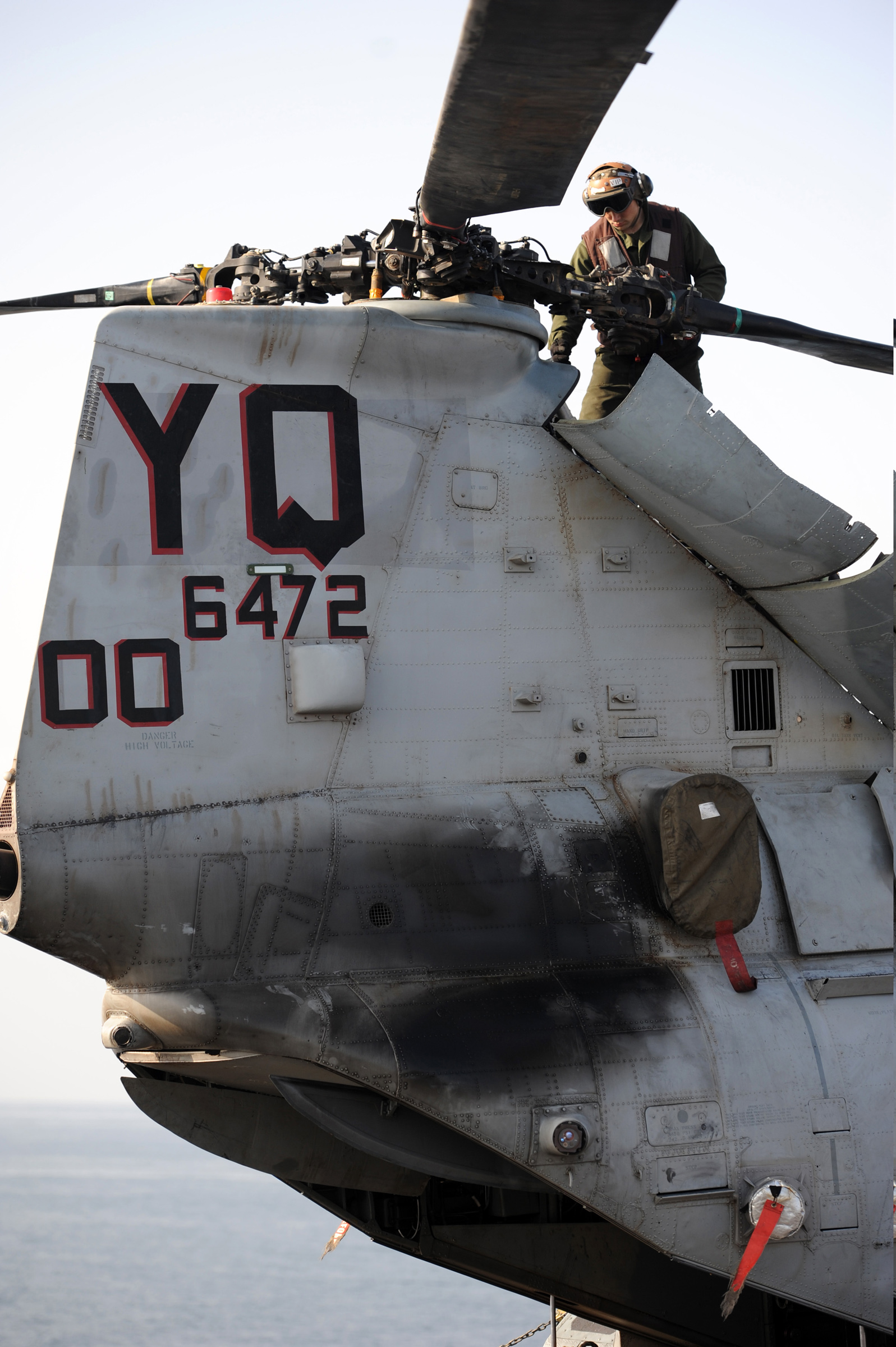
Entretien d'un CH-46E.

Model 107Prototype. 1 construit
HRB-1Désignation initiale avant d'être rebaptisé CH-46A
CH-46AAssaut, transport et secours pour l'USMC. 160 construits.
UH-46ATransport pour l'US Navy. proche du CH-46A. 14 construits.
HH-46ASecours pour l'US Navy et l'USMC . Équipé notamment d'un radar doppler et d'un treuil. Environ 50 modifiés à partir du CH-46A.
CH-46DAssaut et transport pour l'USMC. Équipé de moteurs plus puissants. 266 construits.
HH-46DSecours. Modifiés à partir des HH-46A et quelques UH-46D.
UH-46DTransport pour l'US Navy. Proche du CH-46D. 10 construits.
CH-46FVersion améliorée du CH-46D. Le dernier modèle construit aux États-Unis. 174 construits.
CH-46EModifiés à partir des versions A, D et F. Nombreuses améliorations dont une nouvelle turbine T58-GE-16. Environ 275 modifiés.
HH-46ESecours. 3 Modifiés pour l'USMC à partir de CH-46E.
VH-46FTransport de VIP. Utilisé par l'escadron de l'USMC HMX-1, responsable des déplacements en hélicoptère du président des États-Unis.
CH-46XDémonstrateur de Boeing pour succéder au CH-46E. Jamais construit en série.

Versions destinées à l'exportation
CH-113Modèle pour l'Aviation et l'Armée canadienne. 18 construits par Boeing. Utilisé pour le sauvetage, l'assaut et le transport.
HKP 4Modèle pour la Force aérienne et la Marine suédoise. Construits par Boeing puis sous licence par Kawasaki. Utilisé pour le sauvetage, la lutte anti sous-marine et le minage.
KV-107IIModèle construit par Kawasaki pour le Japon. Utilisé dans de nombreux rôles (secours, transport, déminage, VIP, police....). Certaines versions ont été vendues à la Suède, la Thaïlande et l'Arabie saoudite.